# Šarlatán (film)
Šarlatán je životopisné drama režisérky Agnieszky Hollandové z roku 2020. Scénář k filmu napsal Marek Epstein a vypráví v něm příběh inspirovaný životem léčitele Jana Mikoláška. Hlavní role ztvárnili Ivan Trojan, Josef Trojan, Jaroslava Pokorná, Juraj Loj, Martin Myšička a Miroslav Hanuš. 
Film se natáčel v roce 2019, první klapka padla dne 1. dubna 2019 v prostředí věznice v Mladé Boleslavi. Film vznikl v koprodukci České republiky, Irska, Polska a Slovenska. Vznik filmu podpořili Státní fond kinematografie a Filmová nadace.
Film byl uveden dne 27. února 2020 v nesoutěžní sekci Berlinale Special Gala na filmovém festivalu Berlinale, kde zároveň proběhla i světová premiéra filmu. Premiéra v českých kinech byla původně naplánována na 26. března 2020, kvůli uzavření kin v důsledku opatření proti koronavirové epidemii bylo v polovině března 2020 oznámeno její odložení. Premiéra byla přesunuta na 20. srpna 2020.
V srpnu 2020 těsně před premiérou filmu vyšla k filmu stejnojmenná kniha. Kniha sestává z Epsteinova filmového scénáře, který do knižní podoby přepsal Josef Klíma. Dne 13. října 2020 Česká filmová a televizní akademie oznámila, že vyšle tento film jako reprezentanta Česka v klání o Oscara za nejlepší cizojazyčný film.
Šarlatána vidělo v kinech přes 250 000 diváků. Bodoval nejen u českých diváků a filmových kritiků, ale i na nejprestižnějších světových festivalech, odkud si odnesl celou řadu ocenění. Prosadil se na shortlist patnácti nejlepších světových neanglicky mluvících filmů nominovaných na Oscara 2021. Film obdržel ocenění Český lev za nejlepší film roku 2020 a získal další 3 České lvy ze 14 nominací a 2 Ceny České filmové kritiky z 5 nominací.

## Obsazení
| Ivan Trojan          | Jan Mikolášek                        |
| Josef Trojan         | mladý Jan Mikolášek                  |
| Juraj Loj            | František Palko, Mikoláškův asistent |
| Daniela Voráčková    | Johana, Mikoláškova sestra           |
| Melika Yildiz        | mladá Johana                         |
| Jaroslava Pokorná    | bylinkářka Mühlbacherová             |
| Jiří Černý           | obhájce Jan Zlatohlávek              |
| Ladislav Kolář       | Antonín Zápotocký                    |
| Miroslav Hanuš       | vyšetřovatel                         |
| Tomáš Jeřábek        | tajný policista                      |
| Martin Myšička       | otec Mikoláška                       |
| Lenka Veliká         | matka Mikoláškova                    |
| František Trojan     | Alois, bratr Mikoláška               |
| Jan Novotný          | prokurátor                           |
| Václav Kopta         | soudce                               |
| Jan Budař            | úředník Mrázek                       |
| Jan Vlasák           | domovník                             |
| Jana Kvantiková      | Františkova manželka                 |
| Jana Oľhová          | Františkova matka                    |
| Magdaléna Borová     | mladá žena                           |
| Adam Hrdý            | chlapec                              |
| Pavlína Štorková     | matka chlapce                        |
| Otmar Brancuzský     | řezník                               |
| Éva Bandor           | slovenská družstevnice               |
| Joachim Paul Assböck | Fritz Kiesewetter                    |
| Philipp Schenker     | úředník                              |
| Bernhard Schütz      | dr. Ullrich                          |
| Marek Epstein        | muž ve frontě                        |
| Igor Bareš           | profesor Kajtl                       |
| Martin Sitta         | generál                              |

## Ocenění a nominace

### Ocenění
Dne 23. ledna 2021 Ivan a Josef Trojanovi za své herecké výkony obdrželi audiovizuální cenu Trilobit. Dne 6. února 2021 filmu připadly dvě Ceny české filmové kritiky, a to za nejlepší režii (Agnieszka Hollandová) a nejlepšího herce (Ivan Trojan). 
Dne 6. března 2021 film získal ceny Český lev v kategoriích: Nejlepší celovečerní film, nejlepší režie (Agnieszka Hollandová), nejlepší herec v hlavní roli (Ivan Trojan), nejlepší kamera (Martin Štrba) a nejlepší zvuk (Radim Hladík jr.).

### Nominace
Agnieszka Hollandová byla nominována na Evropskou filmovou cenu v kategorii nejlepší režie. Cenu ale nakonec získal Thomas Vinterberg za film Chlast.
Film neproměnil nominace na Ceny české filmové kritiky v kategoriích nejlepší film, nejlepší scénář (Marek Epstein) a nejlepší herečka (Jaroslava Pokorná).
V lednu 2021 byly oznámeny nominace na České lvy. Film získal celkem 14 nominací, a to v kategoriích: nejlepší celovečerní film, nejlepší režie (Agnieszka Hollandová), nejlepší herec v hlavní roli (Ivan Trojan), nejlepší herečka ve vedlejší roli (Jaroslava Pokorná), nejlepší herec ve vedlejší roli (Juraj Loj a Josef Trojan), nejlepší scénář (Marek Epstein), nejlepší kamera (Martin Štrba), nejlepší střih (Pavel Hrdlička), nejlepší zvuk (Radim Hladík jr.), nejlepší hudba (Antoni Komasa-Łazarkiewicz), nejlepší scénografie (Milan Býček), nejlepší kostýmy (Katarína Štrbová Bieliková) a nejlepší masky (René Stejskal a Gabriela Poláková). Film byl také nominován na nestatutární cenu za nejlepší plakát, tu však získal snímek Krajina ve stínu.

## Recenze
Snímek ihned po premiéře na Berlinale hodnotila světová média vesměs pozitivně, list The Guardian zvláště chválil herecký výkon Ivana Trojana v hlavní roli. Zahraniční recenzenti ovšem kritizovali příběh a morální nejednoznačnost celého filmu. U českých filmových kritiků film většinou získal nadprůměrná hodnocení:
- František Fuka, FFFILM, 17. srpna 2020, [22]
- Jana Podskalská, Deník.cz, 18. srpna 2020, [23]
- Jan Varga, FilmSpot, 19. srpna 2020, [24]
- Martin Mažári, TotalFilm, 19. srpna 2020, [25]
- Roman Freiberg, Kinobox, 19. srpna 2020, [26]
- Kamila Pětrašová, Kultura 21, 20. srpna 2020, [27]
- Věra Míšková, Právo, 20. srpna 2020, [28]
- Anja Verem, ČervenýKoberec.cz, 20. srpna 2020, [29]
- Mirka Spáčilová, iDNES.cz, 21. srpna 2020, [30]
- Kristina Roháčková, Český rozhlas, 26. srpna 2020, [31]
- Jakub Brych, Pinbacker, 10. září 2020, [32]